# G20 (film)
G20 är en amerikansk thriller- och actionfilm som hade premiär på Prime Video den 10 april 2025. Filmen är regisserad av Patricia Riggen, efter ett manus skrivet av Logan Miller, Noah Miller och Caitlin Parrish.

## Handling
Filmen följer USA:s president Danielle Sutton, som under ett G20-möte blir det huvudsakliga målet för en attack. Hon måste överlista fienden för att skydda sin familj och försvara sitt land.

## Rollista (i urval)
| Viola Davis          | – president Danielle Sutton   |
| Anthony Anderson     | – Derek Sutton                |
| Marsai Martin        | – Serena Sutton               |
| Ramón Rodríguez      | – Manny Ruiz                  |
| Antony Starr         | – Rutledge                    |
| Douglas Hodge        | – Oliver Everett              |
| Elizabeth Marvel     | – Joanna Worth                |
| Sabrina Impacciatore | – Elena Romano                |
| Gideon Emery         | – Warren Paxton               |
| Clark Gregg          | – vicepresident Harold Mosely |
| Angela Sarafyan      |                               |